# King-George-V-Klasse (1912)
Die King-George-V-Klasse war eine Klasse von vier Schlachtschiffen, die in den 1910er-Jahren für die Royal Navy gebaut wurden. Mit Ausnahme des Gefechts nach dem Raid auf Scarborough, Hartlepool und Whitby und der Skagerrakschlacht bestand ihre Aufgabe hauptsächlich aus Wach- und Patrouillenfahrten. 1921 wurden die Schiffe gemäß dem Washingtoner Flottenabkommen außer Dienst gestellt und anschließend abgewrackt.

## Technik
Die Schiffe hatten eine Gesamtlänge von 182,10 m, eine Breite von 27,10 m und einen Tiefgang von 8,74 m. Die Verdrängung lag zwischen 23.369 t und 26.112 t.

### Antrieb
Die Schiffe waren mit zwei Parsonsturbinen mit Direktantrieb ausgestattet, die jeweils zwei Wellen antrieben und insgesamt 31.000 Shp (22.800 kW) entwickelten, mit der sie eine Höchstgeschwindigkeit von 21 Knoten (39 km/h) erreichte. Der Dampf wurde von 18 Babcock & Wilcox-Wasserrohrkesseln geliefert. Die Schiffe konnten maximal 3.150 t Kohle oder 800 t Heizöl mitführen, was ihnen bei 10 Knoten (19 km/h) eine Reichweite von 6730 Seemeilen (12463 km) ermöglichte. Die Besatzungen der Schiffe bestanden aus 782 Offizieren und Mannschaften.

### Bewaffnung
Die Hauptbewaffnung bestand aus zehn 343-mm-Kanonen in fünf hydraulisch angetriebenen Zwillingsgeschütztürmen. Die Geschütztürme in der Mittellinie trugen die Bezeichnungen „A“, „B“, „Q“, „X“ und „Y“  von vorne nach achtern. Ihre Sekundärbewaffnung bestand aus sechzehn 102-mm-Geschützen, von denen acht in den vorderen Aufbauten, vier in den hinteren Aufbauten und vier in Kasematten an den Seiten des Schiffes montiert waren. Außerdem war das Schiff mit drei 533-mm-Torpedorohren ausgestattet, eines auf jeder Breitseite und ein weiteres im Heck, für die 18 Torpedos vorgesehen waren.

### Panzerung
Die Schiffe hatten einen Wasserliniengürtel aus Krupp-Zementstahl, der zwischen den vorderen und hinteren Barbetten 305 mm dick war und sich auf 64 mm an den Enden bis 152 mm verjüngte. Der Panzergürtel erstreckte sich von 5 m über der Wasserlinie bis 1 m darunter. Die vorderen und hinteren 254 mm starken Querschotten verbanden den Gürtel mit den „A“- und „Y“-Barbetten. Die Barbetten waren über dem Hauptdeck mit 228 bis 254 mm und darunter mit 76 bis 178 mm Panzerung geschützt. Die Geschütztürme waren an den Seiten mit 279 mm und an den Dächern mit 101 mm dicker Panzerung versehen und die Geschütze in den vorderen Aufbauten waren durch 76 bis 89 mm dicke Panzerung geschützt.
Die Schiffe besaßen insgesamt vier gepanzerte Decks mit einer Dicke von 25 bis 102 mm. Der Kommandoturm war durch 279 mm starke Platten an den Seiten und auf dem Dach durch 76 mm geschützt. Der Geschützleitstand über dem Kommandoturm war rundherum mit 101 mm Panzerung versehen und der Torpedoleitstand achtern mit 152 mm. Das Torpedoschott war zwischen 25 und 44 mm dick und bedeckte den Maschinenraum und das Geschossmagazin.

## Gebaute Schiffe
| Name          | Bauwerft                                              | Kiellegung       | Stapellauf         | Indienststellung | Einsätze                                                 | Verbleib                                                                                            |
| ------------- | ----------------------------------------------------- | ---------------- | ------------------ | ---------------- | -------------------------------------------------------- | --------------------------------------------------------------------------------------------------- |
| King George V | HM Dockyard, Portsmouth                               | 16. Januar 1911  | 9. Oktober 1911    | November 1912    | Skagerrakschlacht                                        | Außer Dienst gestellt 1919 und 1926 abgewrackt                                                      |
| Centurion     | HM Dockyard, Devonport                                | 16. Januar 1911  | 18. November 1911  | Mai 1913         | Skagerrakschlacht, Operation Vigorous, Operation Neptune | Umbau zum Zielschiff 1927, umgebaut zum Scheinziel 1941 und im Juni 1944 als Wellenbrecher versenkt |
| Audacious     | Cammell Laird                                         | März 1911        | 14. September 1912 | August 1913      |                                                          | Nach Minentreffer an der nordirischen Küste am 27. Oktober 1914 gesunken                            |
| Ajax          | Scotts Shipbuilding and Engineering Company, Greenock | 27. Februar 1911 | 21. März 1912      | 31. Oktober 1913 | Skagerrakschlacht                                        | Außer Dienst gestellt 1924, abgewrackt im Dezember 1926                                             |